# Wereldkampioenschappen schermen 1994
De 43ste wereldkampioenschappen schermen werden gehouden in Athene, Griekenland in 1994. De organisatie lag in de handen van de FIE.

## Resultaten

### Mannen
| Discipline         | Goud                                                                         | Goud | Zilver                                                       | Zilver | Brons                                                      | Brons   |
| ------------------ | ---------------------------------------------------------------------------- | ---- | ------------------------------------------------------------ | ------ | ---------------------------------------------------------- | ------- |
| Floret individueel | Rolando Tuckers                                                              | CUB  | Alessandro Puccini                                           | ITA    | Thorsten Weidner Oscar Garcia                              | GER CUB |
| Degen individueel  | Pavel Kolobkov                                                               | RUS  | Olivier Jaquet                                               | FRA    | Arnd Schmitt Jean-Michel Henry                             | GER FRA |
| Sabel individueel  | Felix Becker                                                                 | GER  | Stanislav Pozdnjakov                                         | RUS    | Grigori Kirijenko Bence Szabó                              | RUS HUN |
| Floret ploegen     | Marco Arpino Andrea Borella Stefano Cerioni Alessandro Puccini               | ITA  | Thorsten Weidner Uwe Römer Udo Wagner Alexander Koch         | GER    | Ye Chong Dong Zhaozhi Wang Haibin Wang Lihong              | CHN     |
| Degen ploegen      | Éric Srecki Robert Leroux Jean-Michel Henry Hervé Faget                      | FRA  | Michael Flegler Arnd Schmitt Elmar Borrmann Mariusz Strzałka | GER    | Lee Sang-gi Lee Sang-yeop Yoon Won-jin                     | KOR     |
| Sabel ploegen      | Stanislav Pozdnjakov Aleksej Jermolajev Grigori Kirijenko Aleksandr Sjirsjov | RUS  | Bence Szabó József Navarrete György Boros Csaba Köves        | HUN    | Vilmoş Szabo Daniel Grigore Florin Lupeică Victor Gaureanu | ROU     |

### Vrouwen
| Discipline         | Goud                                                              | Goud | Zilver                                                                   | Zilver | Brons                                                                      | Brons   |
| ------------------ | ----------------------------------------------------------------- | ---- | ------------------------------------------------------------------------ | ------ | -------------------------------------------------------------------------- | ------- |
| Floret individueel | Réka Szabó-Lazăr                                                  | ROU  | Valentina Vezzali                                                        | ITA    | Francesca Bortolozzi Laurence Modaine                                      | ITA FRA |
| Degen individueel  | Laura Chiesa                                                      | ITA  | Katja Nass                                                               | GER    | Minna Lehtola Corinna Panzeri                                              | FIN ITA |
| Floret ploegen     | Claudia Grigorescu Réka Szabó-Lazăr Laura Badea Elisabeta Tufan   | ROU  | Giovanna Trillini Valentina Vezzali Diana Bianchedi Francesca Bortolozzi | ITA    | Gabriella Lantos Aida Mohamed Zsuzsanna Jánosi-Németh Ildikó Mincza        | HUN     |
| Degen ploegen      | Rosa Castillejo Taymi Chappé Carmen Ruiz Hervias Cristiana Vargas | ESP  | Adrienn Hormay Mariann Horváth Hajnalka Kiraly Gyöngyi Szalay            | HUN    | Dominika Butkiewicz Joanna Jakimiuk Magdalena Jeziorowska Dorota Slominska | POL     |

## Medaillespiegel
| Plaats | Land       | Goud | Zilver | Brons | Totaal |
| 1      | Italië     | 2    | 3      | 2     | 7      |
| 2      | Rusland    | 2    | 1      | 1     | 4      |
| 3      | Roemenië   | 2    | 0      | 1     | 3      |
| 4      | Duitsland  | 1    | 3      | 2     | 6      |
| 5      | Frankrijk  | 1    | 1      | 2     | 4      |
| 6      | Cuba       | 1    | 0      | 1     | 2      |
| 7      | Spanje     | 1    | 0      | 0     | 1      |
| 8      | Hongarije  | 0    | 2      | 2     | 4      |
| 9      | China      | 0    | 0      | 1     | 1      |
| 9      | Finland    | 0    | 0      | 1     | 1      |
| 9      | Polen      | 0    | 0      | 1     | 1      |
| 9      | Zuid-Korea | 0    | 0      | 1     | 1      |
| Totaal | Totaal     | 10   | 10     | 15    | 35     |

1937 · 1938 · 1947 · 1948 · 1949 · 1950 · 1951 · 1952 · 1953 · 1954 · 1955 · 1956 · 1957 · 1958 · 1959 · 1961 · 1962 · 1963 · 1965 · 1966 · 1967 · 1969 · 1970 · 1971 · 1973 · 1974 · 1975 · 1977 · 1978 · 1979 · 1981 · 1982 · 1983 · 1985 · 1986 · 1987 · 1988 · 1989 · 1990 · 1991 · 1992 · 1993 · 1994 · 1995 · 1997 · 1998 · 1999 · 2000 · 2001 · 2002 · 2003 · 2004 · 2005 · 2006 · 2007 · 2008 · 2009 · 2010 · 2011 · 2012 · 2013 · 2014 · 2015 · 2016 · 2017 · 2018 · 2019 · 2022 · 2023